# Іман Хеліф
Іман Хеліф (араб. إيمان خليف, трансліт. ʾĪmān Khalīf; нар. 2 травня 1999) — алжирська боксерка, олімпійська чемпіонка 2024 року в Парижі.

## Життя й кар'єра

### Ранні роки
Хеліф виросла у сільській місцевості в провінції Тіарет на північному заході Алжиру. У дитинстві грала у футбол, а потім перейшла на бокс, попри заперечення батька, який в принципі «не схвалював боксу дівчат».

### 2018—2021: Початок кар'єри та олімпійський дебют
На Чемпіонаті світу з боксу серед жінок AIBA 2018 Хеліф фінішувала 17-ю, програвши в першому раунді казахській спортсменці Каріні Ібрагімовій. На Чемпіонаті світу з боксу серед жінок AIBA 2019 посіла 33 місце, програвши в першому раунді росіянці Наталії Шадріній.
На Літніх Олімпійських іграх 2020 року представляла Алжир у змаганнях серед жінок у легкій вазі, де у чвертьфіналі зазнала поразки від ірландки Келлі Гаррінгтон.

### 2022
На Чемпіонаті світу з боксу серед жінок 2022 року Хеліф стала першою алжирською боксеркою, яка дійшла до фіналу після перемоги над нідерландкою Челсі Гейнен. У фіналі вона зазнала поразки від ірландки Емі Бродхерст та посіла друге місце. Пізніше того ж року Хеліф виграла золото на Середземноморських іграх, Арабських іграх і Чемпіонаті Африки з боксу серед аматорів.

### Дискваліфікація на чемпіонаті світу 2023
У березні 2023 року вона знову дійшла до фіналу Чемпіонату світу з боксу серед жінок IBA, але була дискваліфікована незадовго до бою за золоту медаль через невідповідність критеріям допуску. Олімпійський комітет Алжиру заявив, що Хеліф дискваліфікована з медичних причин. Пізніше повідомлялося, що дискваліфікація пов'язана з високим рівнем тестостерону в організмі. За словами ендокринолога Джанлуки Аімаретті, який визнав, що не знав клінічної документації Хеліф, існують деякі рідкісні випадки, коли хромосома XY може з'явитися у жінки, і припустив, що Хеліф «могла народитися з вродженою хворобою, яка спричинила розлад статевої диференціації». За словами самої Хеліф вона стала жертвою «великої змови» з цією дискваліфікацією. Вона подала апеляцію до Спортивного арбітражного суду, але пізніше відкликала її, і таким чином рішення IBA набуло статусу обов'язкового.

### 2024
У січні 2024 року Хеліф стала національним послом ЮНІСЕФ.
31 липня 2024 року IBA заявила, що Хеліф та інші «не проходили обстеження на тестостерон, але підлягали окремому визнаному тесту, де дані залишаються конфіденційними», які «виявили конкурентні переваги над іншими конкурентками». Наступного дня Міжнародний олімпійський комітет (МОК) оприлюднив власну заяву у відповідь, в якій стверджувалось, що рішення IBA було «раптовим і свавільним» і «без належної процедури».
Організацію IBA відсторонили від організації боксерського турніру на Олімпійських іграх 2024 року в Парижі, натомість змаганнями з боксу в Парижі керував відділ боксу МОК. МОК, керуючись правилами, що відрізняються від правил IBA, дозволив Хеліф брати участь у змаганнях, підтвердивши, що вона відповідає всім необхідним критеріям і медичним вимогам. МОК зазначив, що Хеліф є жінкою за паспортом, і заявив, що всі спортсмени, які змагаються в Парижі, відповідають правилам участі в змаганнях.
У другому раунді змагань з боксу серед жінок напівсередньої ваги вона перемогла італійку Анджелу Каріні за 46 секунд, коли Каріні відмовилась продовжувати бій, пославшись на інтенсивний біль у носі, і відмовилась привітати суперницю. Після цього поєдинку Хеліф зазнала критики, що ґрунтувалась на тому, що вона була дискваліфікована на Чемпіонаті світу 2023 року з медичних причин. Відповідно до звіту російського функціонера і президента IBA Умара Кремльова, «було доведено, що [вона має] хромосоми XY», із посиланням на засідання правління IBA зазначено, що «Результати двох незалежних лабораторій у двох різних країнах … вказують на те, що [вона] не відповідає одному з критеріїв прийнятності для продовження змагань на Чемпіонаті». Олімпійський комітет Алжиру (COA) назвав такі звинувачення «безпідставною пропагандою» проти неї. В Алжирі зміна статі є незаконною. У COA підкреслили, що вжили всіх необхідних заходів для захисту Хеліф і підтвердили її право брати участь у змаганнях.
Здобувши загалом чотири перемоги, Хеліф завоювала золоту медаль Олімпіади.
У листопаді 2024 року французький журналіст Джаффар Айт Аудія заявив, що отримав копію медичного обстеження, яке свідчить, що Іман Хеліф має дефіцит 5-альфа-редуктази, порушення статевого розвитку, яке зустрічається лише в біологічних чоловіків. За словами журналіста у неї не було матки, а були внутрішні яєчка та «мікропеніс», хромосомний тест показав, що Хеліф має каріотип XY, а тест на гормони виявив типовий для чоловіків рівень тестостерону. 6 листопада 2024 року МОК оголосив, що звіт цитує "неперевірені документи, походження яких неможливо підтвердити", а Іман Хеліф готує позов проти Le Correspondant, французького журналу, який опублікував ці твердження.

### 2025
У лютому 2025 року Виконавча рада МОК надала право організації боксерського турніру на Олімпійських іграх 2028 року World Boxing. У березні 2025 року Хеліф зробила заяву про своє бажання взяти участь в змаганнях на Олімпіаді 2028. У травні 2025 року World Boxing повідомив, що до участі в олімпійських змаганнях і в будь-яких змаганнях під егідою World Boxing будуть допущені лише боксери, які пройдуть обов'язкове тестування на статеву належність.